# Beawar
Beawar è una città dell'India di 123.701 abitanti, situata nel distretto di Ajmer, nello stato federato del Rajasthan. In base al numero di abitanti la città rientra nella classe I (da 100.000 persone in su).

## Geografia fisica
La città è situata a 26° 6' 0 N e 74° 19' 0 E e ha un'altitudine di 438 m s.l.m..

## Società

### Evoluzione demografica
Al censimento del 2001 la popolazione di Beawar assommava a 123.701 persone, delle quali 64.394 maschi e 59.307 femmine. I bambini di età inferiore o uguale ai sei anni assommavano a 17.076, dei quali 8.996 maschi e 8.080 femmine. Infine, coloro che erano in grado di saper almeno leggere e scrivere erano 88.132, dei quali 51.091 maschi e 37.041 femmine.